# 1652 en santé et médecine
| Années de la santé et de la médecine : 1649 - 1650 - 1651 - 1652 - 1653 - 1654 - 1655    |
| Décennies de la santé et de la médecine : 1620 - 1630 - 1640 - 1650 - 1660 - 1670 - 1680 |

Cet article présente les faits marquants de l'année 1652 en santé et médecine.

## Événements
- En France, en pleine crise de la Fronde et « avec un climat frais et humide […], persistance de la famine[1] ».
- En Sardaigne, la peste apportée à Alghero s'étend jusqu'à Sassari puis Cagliari. Elle persistera jusqu'en 1656[2].

## Publications
- Jean Riolan le Jeune (1577-1657) publie ses Opuscula anatomica varia et nova[3],[4].
- Domenico Marchetti (1625-1688) publie son Anatomia, dans laquelle il soutient Harvey contre Riolan, et démontre, en présence de Thomas Bartholin, qu'un liquide injecté dans les artères passe dans les veines[5],[4].
- Nicholas Culpeper (1616 -1654) publie son English Physitian, traité d'herboristerie rédigé selon les principes de l'astrologie médicale[6],[7].

## Naissances
- 3 janvier : Guillaume Homberg (mort en 1715), médecin et chimiste néerlandais, découvreur du sel sédatif de Homberg (l'acide borique), et du phosphore de Homberg, un chlorure de calcium luminescent[8].
- 4 février : Daniel Le Clerc (mort en 1728), médecin et personnalité politique suisse, pionnier de l'histoire de la médecine[9],[10].
- 25 décembre : Archibald Pitcairne (mort en 1713), médecin écossais[11],[12].
- John Radcliffe (mort en 1714), médecin anglais.

## Décès
- 21 novembre : Jan Brożek (né en 1585), mathématicien, astronome, médecin, poète, écrivain et musicien polonais.
- François Vautier (né en 1589), médecin et botaniste français.